# Arafit
Arafit – wieś w Syrii, w muhafazie Latakia. W 2004 roku liczyła 310 mieszkańców.